# Lotnisko wojskowe Torrejón de Ardoz
Lotnisko wojskowe Torrejón de Ardoz (hiszp. Base Aérea de Torrejón de Ardoz, kod IATA: TOJ, kod ICAO: LETO) – lotnisko wojskowe w Hiszpanii w miejscowości Torrejón de Ardoz w pobliżu Madrytu. Było ono użytkowane przez US Air Forces do 1996 r. Obecnie używane jest przez Hiszpańskie Siły Powietrzne oraz jako lotnisko cywilne dla potrzeb pasażerów pod nazwą Aeropuerto Madrid-Torrejón - Port lotniczy Madryt-Torrejón.